# Кранево

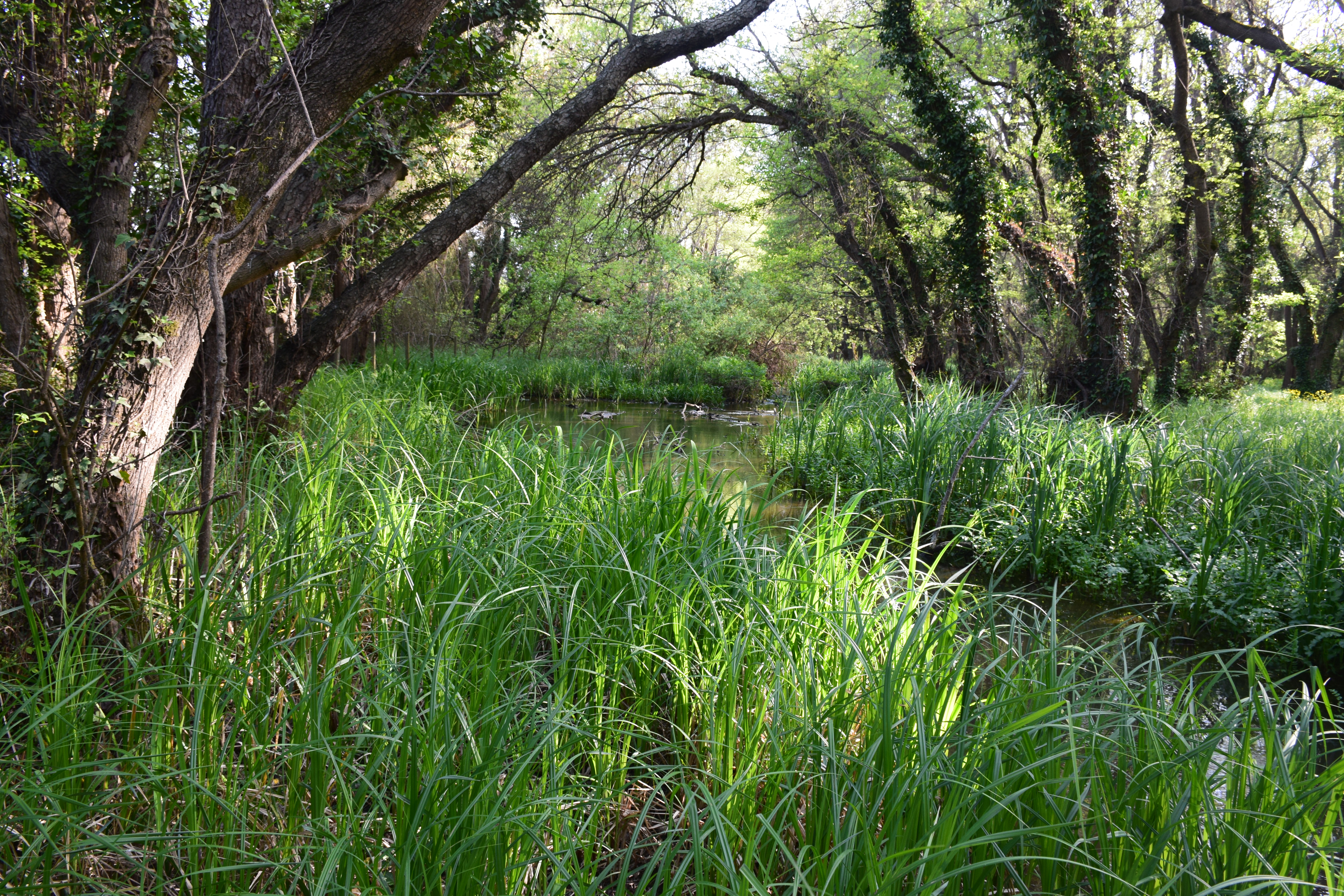
Краєвид у заповіднику «Балтата»

Кра́нево (болг. Кранево, у минулому — Екрене) — село в Болгарії в общині Балчик Добрицької області.
Є курортом на березі Чорного моря. Населення — 1011 чол.
Між Кранево та іншим курортом Албеною вздовж узбережжя розташований заповідник Балтата, а також відомий ще з часів НРБ нудистський пляж. Узбережжя особливо популярне серед німецьких туристів,  численні прибережні сезонні заклади харчування мають німецькомовні меню та вивіски.

## Населення
За даними перепису населення 2011 року у селі проживали 1034 особи.
Національний склад населення села:
| Національність   | Кількість осіб | Відсоток |
| ---------------- | -------------- | -------- |
| болгари          | 845            | 84,1%    |
| турки            | 21             | 2,1%     |
| не визначились   | 104            | 10,3%    |
| Всього відповіли | 1005           |          |

Розподіл населення за віком у 2011 році:
Динаміка населення: